# Claudia Salman-Rath
Claudia Salman-Rath (Hadamar, Alemania, 25 de abril de 1986) es una atleta alemana especializada en la prueba de salto de longitud, en la que consiguió ser medallista de bronce europea en pista cubierta en 2017.

## Carrera deportiva
En el Campeonato Europeo de Atletismo en Pista Cubierta de 2017 ganó la medalla de bronce en el salto de longitud, con un salto de 6.94 metros que fue su mejor marca personal, tras la serbia Ivana Španović que batió el récord nacional serbio con 7.24 metros, y la británica Lorraine Ugen que igualmente batió el récord nacional de su país con 6.97 metros.